# KNVB-Pokal 1919/20
Der KNVB-Pokal 1919/20 war nach einem Jahr Unterbrechung die 21. Auflage des niederländischen Fußball-Pokalwettbewerbs. Pokalsieger wurde CVV Rotterdam. Das Team setzte sich im Finale gegen VUC Den Haag durch.

## Modus
Alle Begegnungen wurden in einem Spiel ausgetragen. Bei unentschiedenem Ausgang kam die auswärts spielende Mannschaft eine Runde weiter.

## 1. Runde
| Datum      |                            | Ergebnis |                        |
| ---------- | -------------------------- | -------- | ---------------------- |
| 18.04.1920 | NEC Nijmegen               | 05:0 1   | Incognito Brummen      |
| 18.04.1920 | BVV Baarn                  | 3:1      | Achilles 1894          |
| 18.04.1920 | VV Schoten                 | 3:1      | RC Heemstede           |
| 18.04.1920 | Velox Utrecht              | 4:3      | VV Sloterdijk          |
| 18.04.1920 | GVV Unitas                 | 1:0      | AVV Alphen             |
| 18.04.1920 | SVV Schiedam               | 0:1      | ’t Zesde Breda         |
| 18.04.1920 | Leonidas Rotterdam         | 05:0 1   | Sportclub Enschede     |
| 18.04.1920 | CVV Rotterdam              | 2:0      | Fortuna Vlaardingen    |
| 18.04.1920 | HSV Haarlem                | 05:0 2   | Doetinchemse FC        |
| 18.04.1920 | Zaanlandsche FC            | 5:1      | Steeds Voorwaarts      |
| 18.04.1920 | CVV Vriendenschaar         | 0:2      | ZVV Zaandam            |
| 18.04.1920 | Hortus Amsterdam           | 05:0 1   | FC Den Helder          |
| 18.04.1920 | VV De Meeuwen              | 05:0 1   | GVV Velocitas 1897     |
| 18.04.1920 | Hollandia Hoorn            | 3:1      | ADO Den Haag           |
| 18.04.1920 | Celeritas Den Haag         | 1:2      | DVC Deventer           |
| 18.04.1920 | Haarlemse FC EDO           | 4:0      | VV Watergraafsmeer     |
| 18.04.1920 | RVC Rijswijk               | 1:5      | RV & AV Neptunus       |
| 18.04.1920 | AV & CV Robur et Velocitas | 0:1      | PEC Zwolle             |
| 18.04.1920 | Voorwaarts Utrecht         | 2:0      | Vlaardingsche FC       |
| 18.04.1920 | VV Purmersteijn            | 05:0 1   | VVV-Venlo              |
| 18.04.1920 | RFC Xerxes                 | 05:0 1   | QSC Wormerveer         |
| 18.04.1920 | HSC Hoogezand              | 05:0 2   | Excelsior Rotterdam    |
| 18.04.1920 | Entre Nous Zwolle          | 3:1      | DEC Amsterdam          |
| 18.04.1920 | VOC Rotterdam              | 00:5 1   | VCS Den Haag           |
| 18.04.1920 | VUC Den Haag               | 05:0 1   | Zwolsche AC            |
| 18.04.1920 | HVV Helmond                | 1:2      | HVC Amersfoort         |
| 18.04.1920 | SV Kampong                 | 2:2      | Hertog Hendrik Arnheim |
| 18.04.1920 | WFC Wormerveer             | 05:0 1   | DSV Concordia Delft    |
| 18.04.1920 | EVV Eindhoven              | 2:1      | FC Hilversum           |
| 18.04.1920 | RV & AV Steeds Hooger      | 2:1      | Rapiditas Weesp        |
|            | HVV Den Haag               | Freilos  |                        |
|            | BMT Den Haag               | Freilos  |                        |

- USC Rotterdam, UVV Utrecht, Feijenoord Rotterdam, HVV Hengelo und PSV Eindhoven nicht zugelassen, da die Anmeldegebühr nicht entrichtet wurde.

## 2. Runde
| Datum      |                       | Ergebnis |                        |
| ---------- | --------------------- | -------- | ---------------------- |
| 25.04.1920 | RV & AV Steeds Hooger | 1:1      | VUC Den Haag           |
| 25.04.1920 | RV & AV Neptunus      | 2:1      | BMT Den Haag           |
| 25.04.1920 | Leonidas Rotterdam    | 0:3      | EVV Eindhoven          |
| 25.04.1920 | CVV Rotterdam         | 4:0      | BVV Baarn              |
| 25.04.1920 | HSV Haarlem           | 00:5 1   | HVV Den Haag           |
| 25.04.1920 | VV Schoten            | 2:0      | Velox Utrecht          |
| 25.04.1920 | Hortus Amsterdam      | 4:0      | WFC Wormerveer         |
| 25.04.1920 | GVV Unitas            | 05:0 1   | Hertog Hendrik Arnheim |
| 25.04.1920 | Zaanlandsche FC       | 0:0      | ’t Zesde Breda         |
| 25.04.1920 | ZVV Zaandam           | 0:2      | Hollandia Hoorn        |
| 25.04.1920 | Voorwaarts Utrecht    | 2:4      | VCS Den Haag           |
| 25.04.1920 | Entre Nous Zwolle     | 05:0 1   | Haarlemse FC EDO       |
| 25.04.1920 | PEC Zwolle            | 5:2      | RFC Xerxes             |
| 25.04.1920 | VV Purmersteijn       | 1:2      | VV De Meeuwen          |
| 25.04.1920 | HSC Hoogezand         | 05:0 1   | DVC Deventer           |
| 25.04.1920 | HVC Amersfoort        | 5:0      | NEC Nijmegen           |

## 3. Runde
| Datum      |                   | Ergebnis |                  |
| ---------- | ----------------- | -------- | ---------------- |
| 02.05.1920 | EVV Eindhoven     | 05:0 1   | VCS Den Haag     |
| 02.05.1920 | ’t Zesde Breda    | 05:0 1   | HSC Hoogezand    |
| 02.05.1920 | Hortus Amsterdam  | 3:3      | HVV Den Haag     |
| 02.05.1920 | VUC Den Haag      | 05:0 1   | GVV Unitas       |
| 02.05.1920 | Hollandia Hoorn   | 1:0      | RV & AV Neptunus |
| 02.05.1920 | HVC Amersfoort    | 2:0      | PEC Zwolle       |
| 02.05.1920 | VV Schoten        | 0:2      | CVV Rotterdam    |
| 02.05.1920 | Entre Nous Zwolle | 3:1      | VV De Meeuwen    |

## Viertelfinale
| Datum      |                 | Ergebnis |                   |
| ---------- | --------------- | -------- | ----------------- |
| 09.05.1920 | HVC Amersfoort  | 4:1      | ’t Zesde Breda    |
| 09.05.1920 | CVV Rotterdam   | 5:1      | Entre Nous Zwolle |
| 09.05.1920 | HVV Den Haag    | 1:1      | VUC Den Haag      |
| 09.05.1920 | Hollandia Hoorn | 2:0      | VV Eindhoven      |

## Halbfinale
| Datum      |                | Ergebnis |                 |
| ---------- | -------------- | -------- | --------------- |
| 23.05.1920 | HVC Amersfoort | 0:1      | VUC Den Haag    |
| 23.05.1920 | CVV Rotterdam  | 2:0      | Hollandia Hoorn |

## Finale
| VUC Den Haag                                       | VUC Den Haag                                                                                    | CVV Rotterdam                                                                                   | CVV Rotterdam |
| -------------------------------------------------- | ----------------------------------------------------------------------------------------------- | ----------------------------------------------------------------------------------------------- | ------------- |
| VUC Den Haag                                       | \| 6. Juni 1920 in Dordrecht (Sportpark Markettenweg) \| \| Ergebnis: 1:2 \| \| Spielbericht \| | \| 6. Juni 1920 in Dordrecht (Sportpark Markettenweg) \| \| Ergebnis: 1:2 \| \| Spielbericht \| | CVV Rotterdam |
| VUC Den Haag                                       | 1:1 P. van de Waal                                                                              | 0:1 Van de Steen 1:2 Van Oyen                                                                   | CVV Rotterdam |
| 6. Juni 1920 in Dordrecht (Sportpark Markettenweg) |                                                                                                 |                                                                                                 |               |
| Ergebnis: 1:2                                      |                                                                                                 |                                                                                                 |               |
| Spielbericht                                       |                                                                                                 |                                                                                                 |               |